# 1527년

## 연호
- 명(明) 가정(嘉靖) 6년
- 일본(日本) 다이에이(大永) 7년
- 후 레 왕조(後黎朝) 통응우옌(統元) 6년
- 막 왕조(莫朝) 민득(明德) 원년

## 기년
- 류큐(琉球) 쇼세이왕(尚清王) 원년
- 명(明) 세종 가정제(世宗 嘉靖帝) 6년
- 조선(朝鮮) 중종(中宗) 22년
- 후 레 왕조(後黎朝) 공황(恭皇) 6년
- 막 왕조(莫朝) 태조(太祖) 원년

## 사건
- 세자 저주 사건의 범인으로 경빈박씨가 지목되어 복성군과 귀양감.
- 5월 6일 - 로마약탈 사건이 발생 (사코디 로마)

## 탄생
- 5월 21일 - 스페인의 국왕 펠리페 2세. (~1598년)
- 7월 13일 - 영국의 수학자 존 디. (~1609년)

- 12월 21일 - 조선 중기의 문신, 성리학자 명언 기대승. (~1572년)

## 사망
- 6월 21일 - 이탈리아의 철학자 니콜로 마키아벨리. (1469년~)